# Daviesia umbellulata
Daviesia umbellulata är en ärtväxtart som beskrevs av James Edward Smith. Daviesia umbellulata ingår i släktet Daviesia, och familjen ärtväxter. Inga underarter finns listade i Catalogue of Life.